# Magnus 3. af Mecklenburg-Schwerin
Magnus 3. af Mecklenburg-Schwerin (født 4. juli 1509 i Stargard, død 28. januar 1550 i Bützow) var en tysk prins, søn af hertug Henrik den fredelige og hertuginde Ursula.
I 1516 blev han som mindreårig valgt til biskop af Schwerin, men først i 1532 blev han indsat i embedet. I 1543 giftede han sig på Kiel slot med prinsesse Elisabeth af Danmark. Ægteskabet forblev barnløst. Han døde 40 år gammel, før sin far, og blev derfor aldrig regerende hertug af Mecklenburg-Schwerin. Han blev gravlagt i Bad Doberaner Münster.